# 等腰橫簾蛤
等腰橫簾蛤（学名：Gomphina melanaegis）为簾蛤科花蛤屬下的一个种。該物種主要分佈於日本的北海道至九州島、朝鲜半岛以及遼寧至江蘇省一帶。